# تونكو عبد الرحمن الجفري
تونكو عبد الرحمن حسن الجفري بن سلطان إبراهيم إسماعيل (ولد في 5 شباط عام 1993م) هو الأمير العسكري والأمير الخامس لولاية جوهر الحديثة. هو ابن ملك ماليزي، السلطان إبراهيم إسماعيل سلطان ولاية جوهر الحديثة. أبوه رئيس الدولة الحالي لولاية جوهر.

## طالع أيضًا
- ماليزيا